# Літинський Святослав Володимирович
Святослав Володимирович Літинський (нар. 7 жовтня 1981, Львів) — український громадський діяч, кандидат фізико-математичних наук, викладач, відомий захисник української мови. Від 2012 року він через судові позови відстоює українську мову, якщо є порушення чинного законодавства. Був першим громадянином України, який отримав внутрішній паспорт без російськомовної сторінки, виборов необхідність маркувати побутову та електронну техніку українською мовою іноземними компаніями.

## Життєпис

### Родина
- Батько — Літинський Володимир Осипович (нар. 1946), геодезист, викладач, доктор філософії з геодезії, автор низки підручників.
- Мати — Літинська Марта Іванівна (нар. 1949) — міжнародний шаховий гросмейстер.
- Сестра — Літинська Оксана Володимирівна (нар. 1976) — альпініст.
- Одружений, виховує двох дітей.

### Освіта
- Львівський університет, факультет прикладної математики та інформатики (1998–2003), магістр інформатики.
- Львівський університет, факультет прикладної математики та інформатики (2003–2007), аспірантура.
- Львівський університет, доктор філософії з фізико-математичних наук.

## Діяльність

### Дотримання законності правоохоронними органами
2008 року був атакований працівниками ДАІ за відмову виконувати незаконні вимоги. Працівники ДАІ були звільнені.
Неодноразово притягав працівників ДАІ до адміністративної відповідальності за порушення розпоряджень та Правил дорожнього руху.
- На початку 2017 року Літинський разом із іншими активістами провели відеоспостереження за практичною частиною складання іспиту на отримання водійських прав. В результаті зафіксована значно менша кількість осіб, що дійсно здавали практичну частину іспиту, в порівнянні з тією кількістю осіб, які мали цього дня здавати іспит і в результаті також отримали водійські посвідчення. Зібрані матеріали були передані в правоохоронні органи[7].
- 2018 року Літинський як спостерігач брав участь у роботі комісії, що приймає теоретичну частину іспиту для отримання водійського посвідчення. Цікаво, що під час присутності активіста на іспиті результативність такого була меншою в порівнянні зі всіма іншими днями, зокрема через нездачу більшою частиною групи однієї з автошкіл. Директору автошколи була надіслана вимога щодо перекваліфікації інструктора, який забезпечував викладання теоретичного матеріалу. Це був єдиний випадок в історії СЦ МВС, коли теоретичну частину здало менше третини осіб.
- У 2020 році було створено групу у Facebook «Права без хабарів», яка зібрала однодумців та сприяє тому, щоб люди не боялися здавати іспити самостійно та ділилися успішними історіями. Неуспішні історії, у випадку порушень зі сторони Сервісних центрів, Святослав Літинський оскаржує спільно із особами, які складали іспит. Зокрема, станом на травень у Київському окруженому адміністративному суді є справа щодо оскарження незаконної відмови продовжити практичний іспит, а у Львівському окружному адміністративному суді є справа щодо відмови ТСЦ 4641 у допуску до теоретичного іспиту.

### Дотримання законності Кабінетом Міністрів України
У січні 2014 р. спробував зобов'язати Кабінет Міністрів України збільшити заробітну плату викладачам. Суд відмовив у позові через порушений термін давності.
18 листопада 2015 р. знову спробував зобов'язати Кабінет Міністрів збільшити заробітну плату викладачам.
25 травня 2016 року Окружний адміністративний суд м. Києва виніс постанову, якою задовольнив вимоги позивача Літинського та зобов'язав Кабінет Міністрів встановити законодавчо визначену суму оплати праці певним категоріям бюджетників (в тому числі вчителям, лікарям, бібліотекарям, соціальним працівникам та ін.).
8 вересня 2016 року Київський апеляційний адміністративний суд відхилив апеляційну скаргу Кабінету Міністрів та залишив постанову суду першої інстанції в силі. Постанова набрала законної сили.
Кабінет Міністрів України подав касаційну скаргу до Вищого адміністративного суду України, в якій просив зупинити виконання рішення суду та скасувати постанови судів першої та апеляційної інстанції. Вищий адміністративний суд відмовив у зупиненні виконання рішення суду.
У зв'язку зі створенням Верховного Суду та ліквідацією Вищого адміністративного суду України, справа була передана до Касаційного адміністративного суду у складі Верховного Суду.
26 червня 2018 року Касаційний адміністративний суд при Верховному Суді виніс постанову про відхилення касаційної скарги Кабміну та залишення рішення суду першої інстанції без змін.
Станом на червень 2021 року, Кабмінет Міністрів судове рішення так і не виконав, а Літинським С. В. було подано заяву про накладення штрафу на Кабінет Міністрів за невиконання судового рішення, яка перебуває на розгляді в ОАСК м. Києва.

### Виконання своїх функціональних обов'язків працівникамиМВС України
У січні 2015 року Святослав Літинський після перемоги у справі із паспортом скерував до Міністерства внутрішніх справ України вимогу щодо приведення у відповідність підзаконних нормативних актів вимогам законодавства. Зокрема щодо наказу МВС № 320 від 13.04.2012 року, який постановою Львівського окружного адміністративного суду був практично знівельований та визнаний таким, що не потребує правового застосовування при видачі паспорта громадянина України.
Проте Міністерство не стало брати це до уваги та скерувало звернення громадянина до іншого відомства, з чим у майбутньому і звернувся пан Літинський до суду, де вимагав у Міністерства розглянути його вимогу. Позов активіста задоволено, але МВС не зупинилося і подало апеляційну скаргу. Зрештою, апеляційний суд визнав законність постанови, ухваленої судом першої інстанції, і зараз триває примусове виконання рішення Державною виконавчою службою України, бо у Міністерстві вчасно його не виконали.
Станом на листопад 2017 року на Міністерство внутрішніх справ наклали два штрафи за невиконання судового рішення, що в сукупності становить 15300 грн.

### Дисциплінарна відповідальність керівництва Національної поліції
Святослав Літинський звертався до Національної поліції із вимогами про притягнення до дисциплінарної відповідальності за невикористання державної мови у публічній роботі Хатію Деканоідзе та Олександра Фацевича.
У двох випадках НПУ відмовила активісту. Після кожної із відмов Святослав Літинський виборов це через суд. В результаті проведеного дисциплінарного розслідування із Олександром Фацевичем проведено відповідну бесіду.

### Дисциплінарна відповідальність працівників ОВС
- У жовтні 2017 року активіст звернувся до Львівського окружного адміністративного суду із вимогою зобов'язати Головне управління Національної поліції у Львівській області провести службове розслідування за фактом невиконання працівниками Личаківського відділу поліції вимог Кримінально-процесуального законодавства при реєстрації заяви про злочин. Суд задовільнив позов Літинського повністю[18].
- У січні 2018 року Святослав Літинський звернувся до керівництва Відділу патрульної поліції НПУ щодо притягнення до дисциплінарної відповідальності начальника УПП у м. Києві Юрія Зозулю та надав посилання на факти порушень правил дорожнього руху керівником патрульної поліції Києва. Однак у проведенні службового розслідування заявнику відмовлено. Таку відмову Святослав Літинський оскаржив через суд. Рішенням Львівського окружного адміністративного суду позов активіста задоволено, а патрульну поліцію зобов'язано повторно розглянути заяву про проведення службового розслідування. Не визнаючи такого рішення, поліція спробувала оскаржити його у апеляції та касації, однак із процесуальних підстав у відкритті апеляційного та касаційного провадження відмовлено, а рішення[19] набрало законної сили.
- Неодноразово активіст звертався із заявами про проведення службового розслідування за фактами неналежного виконання службових обов'язків працівниками патрульної поліції під час оформлення адміністративних матеріалів. Однак весь час керівництво патрульної поліції не проводить таких розслідувань та не притягає відповідальних осіб до відповідальності.

### Зміна наказів Міністерства охорони здоров'я України (виключення російської мови)
2018 року Літинський зауважив, що Наказ МОЗ щодо реєстрації ліків містить посилання на подачу документів для реєстрації в тому числі російською або регіональною мовою, що суперечить Конституції України та мовному законодавству. Оскільки під час першого свого звернення до Міністерства активіст не отримав належної підтримки, після виграшу позову до МОЗ відомство самостійно виконало рішення та внесло відповідні зміни у такий Наказ, залишивши лише державну мову як єдину для подачі документації. 

### Зміна наказу МВС щодо участі на іспитах представників громадськості
У 2020 році МВС вирішило виключити із наказу, яким керуються сервісні центри при прийнятті іспитів на знання ПДР, можливість участі представників громадськості. У січні 2021 року Окружний адміністративний суд м. Києва відкрив провадження за позовною заявою Святослава Літинського до МВС про скасування пунктів наказу.

## Захист права на інформацію українською
Активно виборює права споживачів шляхом звернень до продавців, виробників, банків. Подав більше 20 судових позовів, які ставали на захист української мови. Найважливіші досягнення:

### Пральні машини українською
У червні 2014 р. суд визнав порушення мовного законодавства при реалізації пральних машин без українського маркування. В результаті великі компанії почали випуск пральних машин з українським маркуванням. Інші виробники ввели українське маркування без рішення суду.
У листопаді 2015 року Залізничний районний суд м. Львова, розглядаючи справу за позовом Святослава Літинського, постановив ухвалу, якою зобов'язав підприємство, що володіє великою мережею магазинів побутової техніки, вжити заходи щодо недопущення в майбутньому реалізації в магазинах товариства пральних машин фірми «Candy» з маркуванням, яке б не відповідало вимогам нормативно-правових актів (відсутності маркування українською мовою), а про вжиті заходи повідомити суд протягом місяця з дня надходження окремої ухвали .
У березні 2015 року за зверненням активіста компанія LG Group пообіцяла почати ввезення пральних машин з україномовним маркування, починаючи з серпня 2016 року. Наприкінці липня 2016 року компанія LG розпочала поставки таких пральних машин в торговельні мережі України та повідомила також про початок поставок мікрохвильових печей з маркуванням українською мовою.

### Виписки українською
У травні 2014 року суд визнав неправомірним надання виписок іноземною мовою та зобов'язав видавати їх українською.
Таку ж позицію підтримав Вищий спеціалізований суд України з розгляду цивільних і кримінальних справ, підтвердивши позицію активіста (позивача).

### Мікрохвильові печі українською
У березні 2015 року повідомлено про першу мікрохвильову пічку з українським маркуванням панелі.

### Квитанції оплати картками українською мовою
Виграв низку судів, видачу квитанцій платіжних терміналів недержавною мовою визнано неправомірною. Банки зобов'язано видавати квитанції українською мовою.

### Панелі приладів автомобілів українською
У березні 2015 року звернувся до автомобільних виробників з вимогою про введення української мови в панелі приладів нових автомобілів. У січні 2016 року тривав розгляд питання про перегляд рішення суду першої та апеляційної інстанції у Вищому спеціалізованому суді України з розгляду цивільних і кримінальних справ.
Враховуючи актуальність питання та кілька судових позовів проти представництва Volkswagen в Україні, представник виробника автомобілів Volkswagen пообіцяв внести зміни вже із середини 2016 року, а автомобілі Volkswagen моделі Touareg випускають з можливістю обрання україномовних текстів мультимедійних систем вже з листопада 2015 року.
Завдяки позову та численним зверненням львів'янина компанія-виробник SEAT почала випускати авто SEAT Ateca з можливістю вибору української мови. До вимог суспільства дослухались компанії Mercedes, Renault та BMW.

### Справа про паспорт
За рішенням суду (листопад 2014) зобов'язав Державну міграційну службу України видати йому паспорт лише українською мовою (т.з. Справа Літинського).
Апеляційний суд підтвердив рішення першої інстанції. Святослав отримав паспорт, в якому російська сторінка заповнена українською мовою, проте на старому бланку є друковані російськомовні позначки.
У грудні 2015 року Вищий адміністративний суд України підтвердив законність вимог пана Літинського та залишив у силі постанову Львівського окружного адміністративного суду щодо протиправності дій Державної міграційної служби України.
У результаті Кабінет міністрів затвердив новий зразок паспорта лише українською мовою.

### Справа про Національну раду України з питань телебачення і радіомовлення
Активіст подав позов про визнання бездіяльності Національної ради України з питань телебачення і радіомовлення протиправною, адже законодавець вимагає 50 % продукції українського виробництва на теле- та радіоканалах. Національна Рада ігнорує цю вимогу.
Суд першої та апеляційної інстанції відмовив у задоволенні вимог.
Станом на травень 2017 року триває касаційний перегляд ухвалених рішень судами першої та апеляційної інстанції.

### Справа про Авакова
С. Літинський в серпні 2015 р. звернувся до Міністерства внутрішніх справ України з проханням надати автентичний переклад українською мовою виступу міністра Арсена Авакова, зроблений недержавною мовою. Після отримання відмови львів'янин звернувся до суду та виграв його у вересні 2015.
Але Авакова це не переконало, і МВС подало апеляцію з вимогою скасувати рішення про зобов'язання міністра вести державну діяльність лише державною мовою. Утім, як стало відомо, апеляційне засідання мало відбутися у Львівському апеляційному адміністративному суді 9 листопада — у День української писемності та мови, після чого МВС відкликало апеляцію на попереднє рішення суду, і рішення суду набрало законної сили.
Реакція міністра Арсена Авакова спершу була бурхлива і образлива на адресу С. Літинського. Проте, після позитивного судового рішення на офіційному YouTube каналі МВС усі промови міністра були супроводжувані перекладом українською мовою. А речник міністра Артем Шевченко надіслав п. С. Літинському листа з вибаченнями та поясненням, що міністр внутрішніх справ України «людина емоційна» і не хотів «ніяк образити» пана Літинського.

### Позов проти Апарату Верховної Ради України
У травні 2016 року Святослав Літинський звернувся до Львівського окружного адміністративного суду щодо визнання протиправною відмови Апарату Верховної Ради України надати переклад виступу одного з народних депутатів України на засіданні комітету, оскільки це передбачено в Законі України «Про засади державної мовної політики».
Суд першої інстанції позов задовольнив. Львівський апеляційний адміністративний суд апеляційну скаргу Апарату ВРУ відхилив та залишив постанову суду першої інстанції в силі.
Однак, Апарат ВРУ й надалі не бажає виконувати рішення суду та просив касаційний суд зупинити виконання рішення у справі, в чому йому відмовлено.
Верховний Суд відмовив у задоволенні касаційної скарги Апарату Верховної Ради України та залишив в силі постанови судів першої та апеляційної інстанції.
Рішення суду виконано у примусовому порядку через Відділ державної виконавчої служби Міністерства юстиції.

### Маркування клавіатур. НоутбукHewlett-Packard
У травні 2015 року за позовом Святослава Літинського Франківський районний суд Львова відкрив провадження у справі щодо захисту прав споживачів та стягнення грошового відшкодування. Мотивом подання позову стали такі вади товару, як відсутність маркування клавіатури ноутбуку українською мовою та відсутність енергетичного маркування українською мовою. Процес тривав півроку через затягування розгляду справи відповідачем, що реалізував поданий товар (ноутбук). Суд задовольнив позовні вимоги пана Літинського та визнав, що маркування товару (ноутбука) та енергетичне маркування товару лише недержавною мовою суперечить вимогам нормативно-правових актів. Таким чином, Святослав Літинський своєю перемогою створив правовий прецедент, який сприяв вирішенню подібних суперечок для всіх громадян у майбутньому (суд щодо Lenovo). Станом на 2019 рік більше 50 % ноутбуків, що реалізуються в Україні, мають українську клавіатуру.

### Позов про надання перекладу опитування директораНаціонального антикорупційного бюро України
У травні 2016 року активіст звернувся до суду щодо зобов'язання Національного антикорупційного бюро України надати автентичний переклад виступу (інтерв'ю) директора Бюро із офіційної вебсторінки НАБУ, в наданні якого попередньо йому відмовлено.
За повідомленням львів'янина на його сторінці у соціальній мережі, провадження у справі відкрито, а під час першого засідання оголошено перерву для вивчення доказів, що були надані суду.
Позов активіста суд задовольнив повністю. У серпні 2016 року НАБУ подало апеляційну скаргу на постанову суду першої інстанції. Суд апеляційної інстанції апеляційну скаргу НАБУ відхилив, рішення суду першої інстанції залишив без змін.

### Позов щодо відсутності перекладу українською мовою всієї інформації на сторінці НПУ та МВС
Постановою Львівського окружного адміністративного суду позов Святослава Літинського задоволено повністю та зобов'язано поліцію України забезпечити автентичний переклад державною мовою інформації, яку поширюють чужоземною мовою на офіційній сторінці https://www.npu.gov.ua
У зв'язку із оскарженням судового рішення у суді апеляційної та касаційної інстанції, судове рішення не набрало законної сили.

### Позов про надання перекладу інформації про товари на сторінціАлло (торгова мережа)та зобов'язання перекласти сторінку
Рішенням Франківського районного суду м. Львова від 04.08.2017 року позов активіста до ТОВ «Алло» задоволено повністю та зобов'язано перекласти сторінку (надати всі відомості на сторінці) українською мовою.
У вересні 2017 року «Алло» подало апеляційну скаргу до Апеляційного суду Львівської області на рішення суду першої інстанції.
Апеляційна скарга ТОВ «Алло» була відхилена, а рішення суду першої інстанції набрало законної сили.

### Позов щодо обов'язку обслуговувати українською мовою у торговій мережі «Космо»
У червні 2017 року спільними діями Святослава Літинського та громадського активіста з Києва Дарницький районний суд м. Києва зобов'язав торгову мережу «Космо» здійснювати обслуговування активіста українською мовою. Це рішення також підтримав суд апеляційної інстанції, залишивши його без змін.

### Позов щодо здійснення обслуговування українською мовою вУкрзалізниці
У листопаді активіст спільно з іншими однодумцями, права яких були порушені, подали позов до Пасажирської компанії ПАТ «Українські залізниці» із вимогою визнання їхніх дій щодо відмови в обслуговуванні українською мовою неправомірними та зобов'язати здійснювати таке обслуговування. Головуючий суддя у справі взяв самовідвід, справу передали новій групі суддів та у серпні 2018 року розпочався розгляд спочатку.
Станом на червень 2019 року суд виграно.

### Інтернет-магазини, щодо яких було виграно суд та зобов'язано перекласти сайти українською
- Алло
- Бомонд
- Kasta
- Секур.юа
- MOYO (у досудовому порядку)
- Антошка (мирова угода)
- ЛТБ-джинс (у досудовому порядку)
- Бездор 4*4 (у досудовому порядку)
- Суперстеп (мирова угода)
- Безпека шоп
- Автозвук
- Косметікс (під час розгляду справи у суді)
- Астра (під час розгляду справи у суді)
- Цитрус (у досудовому порядку)
- Ів Роше
- Антоніо Біаджі
- present4you
- Шоп Секюріті
- МД Фешн
- Філіпс
- Самсунг (Проторія)
- Гарне
- Мобілак

### Позов проти Apple в Україні
В 2024 році Святослав Літинський двічі звертався до представництва компанії Apple в Україні та просив пояснити, чому вони досі ввозять продукцію через компанію «Asbis», співвласники якої є громадянами Білорусі та котра досі працює і в Росії в обхід санкцій, проте відповіді не отримав. Тож громадський активіст звернувся з відповідним позовом до суду. Окрім вимоги детально роз’яснити співпрацю у ввезенні продукції бренду Apple на територію України через компанії «Asbis» та «Asbis Україна», він також вказав вимогу розірвати співпрацю з ними та ввозити продукцію Apple лише через компанії, що не мають зв’язку з Росією та не обходять санкції. Печерський районний суд міста Києва задовільнив позов Літинського та відтак вимагає від ТОВ «Еппл Україна» надати відповіді Літинському на запити, викладені у його зверненнях.

## Діяльність щодо скасування регіональних мов
Станом на травень 2021 року завдяки зверненням та скаргам Святослава Літинського скасовано регіональні мови:
- Донецька обласна рада[58]
- Харківська обласна рада[59]
- Херсонська обласна рада[60]
- Херсон[61]
- Дніпро[62]
- Чудейська сільська рада Чернівецької області
- Нижньопетровецька сільська рада Чернівецької області[63]
- Одеська міська рада[64]
- Запорізька міська рада — скасовано прокуратурою за поданням уповноваженого
- Берегово та Виноградів — після подвійного програшу прокуратури скасували самостійно
- Харківська міська рада[65]
- Одеська обласна рада[66]

Прокуратурами вирішується питання про позов:
- Дніпропетровська обласна рада;
- Миколаївська міська рада.

Станом на червень 2019 року неможливо скасувати:
- Луганська обласна рада;
- Краснолуцька міська рада (теперішня назва — Хрустальний);
- Донецька міська рада.

Оскільки ці міста знаходяться на окупованій території, відповідно немає можливості отримати належну копію рішення органу місцевого самоврядування для її надання суду та опублікувати відповідне рішення в ЗМІ.

## Реакція РФ на діяльність Літинського
МЗС РФ згадує діяльність Літинського у підсумковій доповіді:
ще одним напрямком… у рамках насильницької українізації є позбавлення російської мови статусу регіональної в різних частинах України. Особливою ретельністю в цьому відношенні відзначився націоналістичний «активіст» Літінський. Серед його досягнень — позбавлення російської мови країни статусу регіональної також у Дніпропетровській та Донецькій областях. У серпні 2020 року цей список поповнила Одеса….

## Волонтерська діяльність
З початком російсько-української війни допомагає українським військовим, збираючи кошти на тепловізори, бронежилети, ПНБ та автомобілі для 80-ї та 24-ї бригад.

## Нагороди
- Відзнака Президента України «Золоте серце» (9 грудня 2022) — за вагомий особистий внесок у надання волонтерської допомоги та розвиток волонтерського руху, зокрема під час здійснення заходів із забезпечення оборони України, захисту безпеки населення та інтересів держави у зв'язку з військовою агресією Російської Федерації проти України та подолання її наслідків[80]

- Медаль «За сприяння Збройним Силам України»[81] (10 жовтня 2022) — за значний особистий внесок у справу розвитку Збройних Сил України.

- Нагрудний знак «За сприяння війську»[82] (09 жовтня 2023) — за значний особистий внесок у справу розбудови і розвитку Збройних Сил України.

### Подяки
501 окремий батальйон Морської піхоти та ВМС, 53 ОМБр, 87 ОАеМБ, 80 ОДШБр, 57 ОМПБр, 299 БТА, Міністерства культури України, ПЦУ Медаль «За жертовність і любов до України», 24 ОШБ, Центр СО «А» СБУ, УСБУ у Львівській області, статуетка Лев, 125 ОБТО, Голови ВРУ.